# Роберт Бернардис
Роберт Бернардис (на немски: Robert Bernardis) е австрийски борец от съпротивата, участвал в опита за убийство на фюрера Адолф Хитлер от 20 юли 1944 г.

## Биография
След завършването на военната академия в Енс и Клостернбург, Австрия, Бернардис започва военната си кариера като лейтенант в Линц. След австрийския Аншлус през 1938 г. той приема новия режим, но критично. След като започва Втората световна война, преживяванията му на фронта като свидетел на убийството на цивилни, променят мнението му и той се включва в съпротивата срещу Третия райх. През май 1942 г. е назначен в германския Генерален щаб.
До 1944 г., макар и все още относително млад, той е с ранг на оберстлейтенант. Бернардис не е в централата на Хитлер във Вълчата бърлога, близо до Растенбург, когато е извършен опитът за убийство на 20 юли, а е в Берлин. Не знаейки, че бомбата не е успяла да убие Хитлер, Бернардис е отговорен за заповедта, която започва Операция Валкирия. Същата вечер, той е арестуван от Гестапо. На 8 август 1944 г. е осъден на смърт от Народна съдебна палата (Volksgerichtshof) и екзекутиран същия ден.
Въпреки че са депортирани в концентрационен лагер, членовете на семейството на Бернардис оцеляват от войната.